# Evangelische Kirche Darmsheim

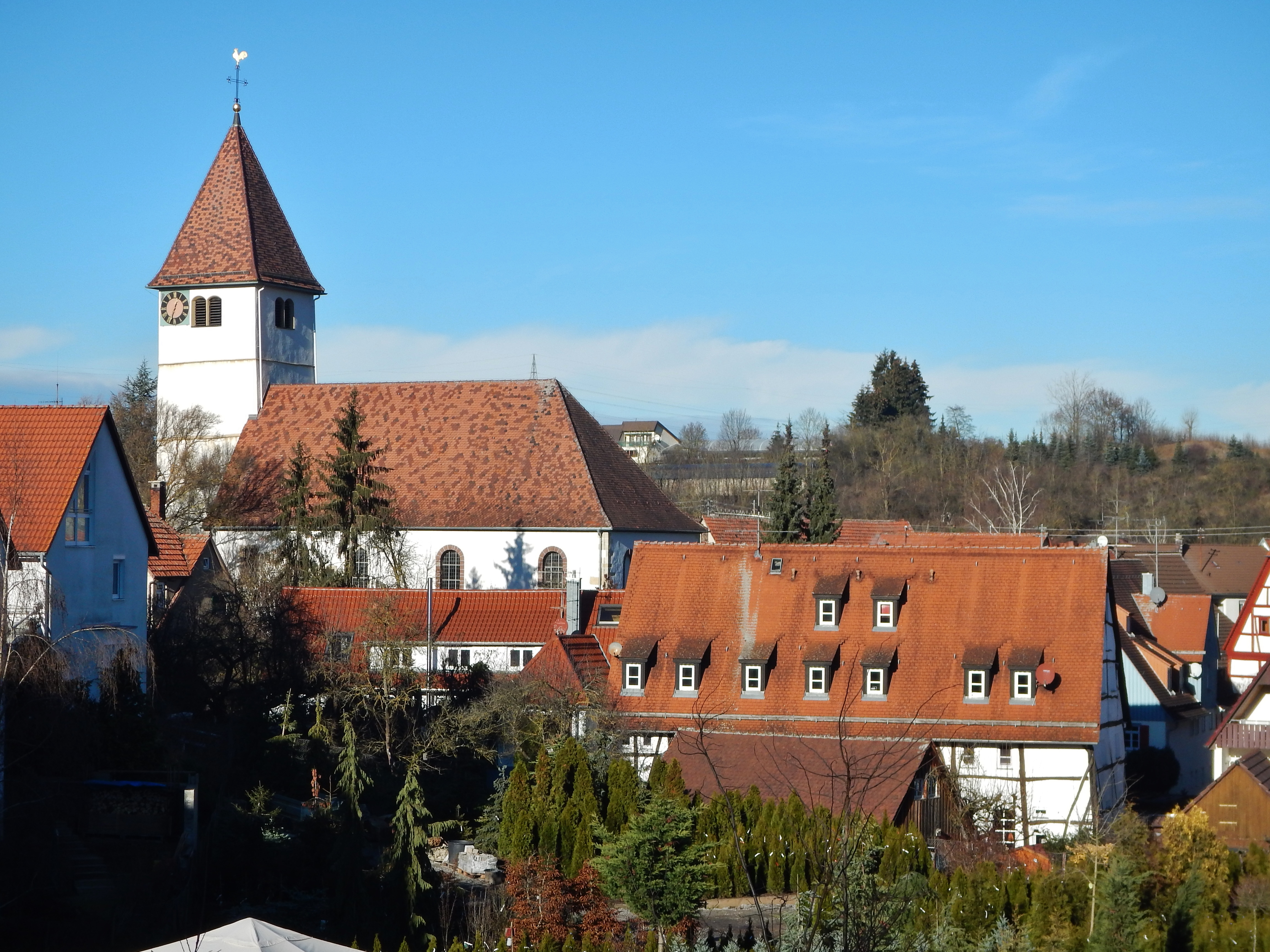
Evangelische Kirche Darmsheim

Die ursprünglich dem Patrozinium des heiligen Pelagius unterstellte Kirche ist die heutige Evangelische Kirche von Darmsheim, einem Ortsteil von Sindelfingen im Landkreis Böblingen von Baden-Württemberg. Das Bauwerk ist als Pfarrkirche beim Landesamt für Denkmalpflege Baden-Württemberg als Baudenkmal eingetragen. Die Kirchengemeinde gehört zum Kirchenbezirk Böblingen der Evangelischen Landeskirche in Württemberg.

## Beschreibung
Die Saalkirche geht auf eine mittelalterliche Wehrkirche zurück. Ihr Langhaus wurde 1470/80 nach Osten an den älteren Chorturm angebaut und 1600 erweitert. Der Chorturm wurde 1729 mit einem Glockengeschoss aufgestockt, das neben dem Glockenstuhl auch die Turmuhr beherbergt, und mit einem Pyramidendach bedeckt. Beim Umbau 1804 wurden in das Langhaus Bogenfenster eingebrochen. 
1965/66 wurde der Innenraum neu gestaltet. Dabei wurde im Erdgeschoss des Chorturms das Kreuzrippengewölbe rekonstruiert. Im Langhaus wurde 1965 ein Werkzyklus entdeckt, der 1470/80 entstanden ist. Die Orgel wurde 1882 als Opus 99 von Friedrich Weigle gebaut.